# Рязанский проезд
Ряза́нский прое́зд — улица в центре Москвы в Красносельском районе между Комсомольской площадью и Рязанским переулком.

## Происхождение названия
Назван в конце XIX века как проезд к Рязанскому вокзалу (ныне Казанский). До постройки нового здания здесь находился главный вход Рязанского вокзала.

## Описание
Рязанский проезд начинается от юго-западного угла Комсомольской площади и проходит на юг справа от Алексеевской соединительной линии (перегон «Каланчёвская»—«Москва-Курская»). Направо от него расположен западный торец Казанского вокзала, далее слева на него выходит Южный проезд, а справа — Новорязанская улица, заканчивается на Рязанском переулке.